# Latte e Miele
I Latte e Miele sono un gruppo genovese di rock progressivo italiano.

## Storia
Il gruppo è stato fondato nel 1971 da un'iniziativa di Arnaldo Lombardo, un ex tenore lirico e Alfio Vitanza ed in seguito dall'inserimento di altri due componenti quali Marcello Giancarlo Dellacasa e Oliviero Lacagnina. La band balza all'attenzione del pubblico e della critica per aver aperto i concerti dei Van der Graaf Generator, e per la partecipazione a molti festival pop/rock come Controcanzonissima del 1972 al Piper di Roma e il Festival Pop di Villa Pamphili del 1972.
Nel 1972 viene pubblicato il loro primo concept-album Passio Secundum Mattheum, un'opera rock strutturata sul modello delle passioni bachiane con l'intervento di un evangelista in funzione di narratore e parti vocali soliste e corali che commentano lo svolgersi dell'azione. I testi sono tratti dal Vangelo secondo Matteo. L'album, che vede la presenza di elementi del coro del Teatro alla Scala di Milano, viene presentato il 20 febbraio del 1973 al Teatro Pontificio Oratorio di San Pietro di Roma insieme ad elementi del coro dell'Opera di Roma e con Oreste Lionello nelle vesti dell'evangelista.
Nel 1973 esce il secondo album Papillon che affronta tematiche fiabesche anche se le armonie e i ritmi complessi avvicinano di più l'opera al progressive anglosassone pur mantenendo una spiccata matrice latina (vedi il tema affidato al narratore). L'impronta classica rimane nel lungo svolgimento di Patetica con un omaggio a Ludwig van Beethoven, (Sonata per pianoforte n. 8), a Antonio Vivaldi e Pëtr Il'ič Čajkovskij (terzo movimento della Sinfonia n. 6 Patetica). Nel disco è presente anche un'interessante composizione intitolata Strutture, dedicata al grande virtuoso di bandoneón Astor Piazzolla a quel tempo praticamente sconosciuto in Italia. Il brano permette al trio un excursus nell'ambito del jazz. Sempre nel '73 il gruppo prende parte ad una tournée in Grecia partecipando ad uno special interamente dedicato alla Passio. I concerti vengono però in parte boicottati dai giovani in segno di protesta contro le iniziative dell'allora governo militare (Dittatura dei Colonnelli).
Nell'anno successivo la band organizza una lunga tournée nei principali teatri italiani toccando Genova, Sondrio, Parma, Siena, Treviso, Taranto, Catania, Messina, Palermo e Napoli. Il 1974 è anche l'anno in cui ha inizio la crisi del Rock progressivo quasi sostituito dalla dance e dai cantautori politicamente impegnati; anche il gruppo risente il disagio dell'epoca, ma nonostante tutto si impegna più nei concerti dal vivo che nella pubblicazione di dischi anche se del materiale registrato in quegli anni sarà poi pubblicato nel 1992 (Latte e Miele Live).
Nel 1974 entra nel gruppo il bassista e chitarrista Massimo Gori che già aveva collaborato con la band. Il gruppo prova a cambiare la propria tendenza verso un rock più melodico e commerciale, ma ciò causa l'abbandono dal gruppo prima di Marcello Dellacasa e poi di Oliviero Lacagnina.
Nel 1975 il gruppo riceve il Premio Regione Liguria; nella stessa serata vengono premiati, tra gli altri, Beppe Grillo e Fabrizio De André.
Nel 1976 la band viene ricostituita dal manager Arnaldo Lombardo, Alfio Vitanza e Massimo Gori, con l'ingresso in formazione di Luciano Poltini e Mimmo Damiani. Il gruppo cambia il nome in "Latte Miele" (senza la "e" degli esordi). Lacagnina partecipa a questa nuova formazione solo come compositore ed esecutore di Pavana.
Per la casa discografica Magma viene registrato l'album Aquile e scoiattoli contenente un arrangiamento dell'opera 21 di Beethoven e, appunto, Pavana, brano innovativo per l'epoca e basato sulla ciclicità di un unico tema e che diventerà la sigla televisiva di A come Agricoltura e Agricoltura domani di Gianni Minoli.
Nello stesso anno vengono pubblicati i singoli Un mattino e Sto volando con te/Restiamo insieme, che scalerà le classifiche di vendita; di quest'ultimo 45 giri entrambe le facciate sono cover, rispettivamente di Kiss You All Over del gruppo statunitense Exile e di Don't Worry Baby dei Beach Boys.
Nel 1979 Massimo Gori, Luciano Poltini e Alfio Vitanza con altri session-man iniziano le registrazioni di un album pubblicato solo nel 1992 per l'etichetta Mellow Records col titolo Vampyrs.
Nel 1980 partecipano al Festival di Sanremo con il 45 giri Ritagli di luce ed entrano nel gruppo il bassista Dario Carlevaro ed il batterista Enzo Barbieri.
Nel 2008 si ricompone la formazione originale (con Oliviero Lacagnina, Marcello Giancarlo Dellacasa, Alfio Vitanza e Massimo Gori) con l'aggiunta di Pino Nastasi in funzione, quest'ultimo, di supporto tecnico. La band tiene una serie di concerti all'estero, in particolare Canada e Corea del Sud. Da uno di questi concerti viene registrato l'album Live Tasting, mixato e prodotto da Verdiano Vera, che raccoglie la discografia del gruppo in versione live con l'aggiunta dell'inedito Vision of Sunlight.
Nel 2009 esce Marco Polo - Sogni e viaggi ispirato alle vicende del viaggiatore veneziano (per l'edizione giapponese viene inserito il brano Lacrime d'argento).
Nel 2010 i Latte e Miele partecipano alla trasmissione di Carlo Conti I migliori anni con il brano degli anni settanta Sto volando con te.
Nel 2011 il gruppo ha effettuato una nuova tournée in Corea del Sud (Auditorium dell'Università Cattolica di Seul) e Giappone (Clubcittà di Tokyo) presentando, nei due concerti, alcuni brani dell'album Marco Polo.
Nel 2013 i Latte e Miele sono invitati alla Fiera Internazionale della Musica di Villanova d'Albenga e si esibiscono dal vivo durante il "Riviera Prog Festival". In quell'occasione, insieme al musicista Aldo De Scalzi, presentano alcuni brani dell'album, allora in lavorazione, Passio Secundum Mattheum - The Complete Work. L'opera è la riproposizione del primo lavoro del gruppo uscito nel '72 con l'aggiunta di otto brani nuovi, totalmente registrato di nuovo e che vede la presenza dei Gnu Quartet di Genova e del Coro Polifonico Classe Mista della Spezia preparato e diretto da Sergio Chierici.
L'anno successivo, in occasione dell'uscita dell'album il gruppo si esibisce al Teatro Verdi di Sestri Ponente.
Nel 2014 registrano la cover di Lucio Battisti 'Arrivederci a questa sera' per la compilation A prog for Lucio, in uscita nel novembre dello stesso anno.

## LatteMiele 2.0
Nel 2019 due componenti storici del gruppo, il tastierista Luciano Poltini e il vocalist Massimo Gori, assieme alla violinista Elena Aiello e il batterista Marco Biggi, formano i LatteMiele 2.0 pubblicando, nel settembre dello stesso anno, il loro primo disco, Paganini Experience, dedicato al compositore genovese Niccolò Paganini.

## Discografia

### Album in studio
- 1972 - Passio secundum Mattheum - (Polydor, 2448 011)
- 1973 - Papillon - (Polydor, 2448015)
- 1976 - Aquile e scoiattoli - (Magma, MAL 01)
- 1992 - Papillon (versione in lingua inglese) - registrato nel 1973 - (Polydor/Mellow Records)
- 1992 - Latte e Miele Live - registrato nel 1974 - (Mellow Records)
- 1992 - Vampyrs - registrato nel 1979 - (Mellow Records)
- 2008 - Live Tasting - (Aereostella - Edel Music, 0193582AER)
- 2009 - Marco Polo - Sogni e viaggi - (Edel Music)
- 2014 - Passio Secundum Mattheum - The Complete Work - (Black Widow)

### Singoli (45 giri)
- 1972 - Getzemani/Il re dei Giudei - (Polydor), 2060050
- 1974 - Rimani nella mia vita/Patetica - (Polydor), 2060067
- 1974 - Mese di maggio/Tanto amore - (Polydor), 2060085
- 1976 - Un silenzio diviso in due/Per poter vivere (Magma, MAG 06)
- 1976 - Un mattino/Pavana (Grog), GR 02
- 1978 - Sto volando con te/Restiamo insieme - (RCA Italiana), PB 6250
- 1979 - Fiore di strada/Severamente proibito - (RCA) PB 6350
- 1980 - Ritagli di luce/Metro - (EMI), 006-18470

## Formazione
- Oliviero Lacagnina - tastiere, pianoforte, voce (dal 1972 al 1975 e dal 2008)
- Giancarlo Marcello Dellacasa - chitarra, basso, voce (dal 1972 al 1975 e dal 2008)
- Alfio Vitanza - batteria, flauto, voce (dal 1972 al 1980 e dal 2008)
- Mimmo Damiani - tastiere, chitarra, voce (dal 1975 al 1976)
- Luciano Poltini - tastiere, voce (dal 1975 al 1980 e 2011)
- Massimo Gori - basso, chitarra, voce (dal 1975 al 1980 e dal 2008)
- Dario Carlevaro - basso (1980)
- Pino Nastasi - tastiere, programmazione e cori (dal 2008 al 2011)